# とびだせ!バッチリ
『とびだせ!バッチリ』は、岡本光輝が手掛けた日本の漫画作品およびテレビアニメ。少年探偵のバッチリが、相棒のロバやオウムとともに町のさまざまな事件を解決していく作品。

## 登場人物
バッチリ
声 - 白川澄子
ガッポリ探偵社の少年探偵。少年ながらも冴えた推理力の持ち主。また、事件が起きると大きな耳がピクピクと動く特殊能力を有する。
チビス警部
声 - 愛川欽也
ガッポリ探偵社と共に行動する私服警官。あまり頼りにならない。
ガッポリ社長
声 - 八奈見乗児
ガッポリ探偵社の社長。大の拝金主義者で、事件解決よりも依頼料や謝礼といったお金が優先。
ロバ
声 - 愛川欽也
ガッポリ探偵社のメンバーである喋れるロバ。とても気がいい。本作テレビアニメ版が放送されていた帯番組『おはよう!こどもショー』にもロバくんとして登場。
ベン公
声 - 加藤みどり
ガッポリ探偵社で飼われているオウム。口うるさいが、意外な所で役に立つ。

## 漫画版
少年画報社『週刊少年キング』に1966年45号から1967年25号まで連載。作画担当はよこたとくお。

## テレビアニメ版

### 概要
1966年11月14日から1967年4月15日まで日本テレビとその系列局で放送。『戦え!オスパー』に続く日本テレビ2本目の国産テレビアニメシリーズであり、初のカラー作品である。アニメーション制作は日本放送映画。
放送時間は毎週月曜 - 土曜 18:35 - 18:45 （日本標準時）。その後も、1967年4月17日から同年9月16日まで同じ時間帯に再放送された。また、前述の『おはよう!こどもショー』内でも放送されていた。全132話。
本作がビデオソフト化されたことはないが、オープニング映像についてはハミングバードから発売された『マニア愛蔵版 懐かし〜いTVアニメテーマコレクション』（規格 - VHS・LD）に収録されている。ただし、後奏部分はカットされている。

### スタッフ
- 原作・美術 - 岡本光輝
- 製作 - 矢元照雄
- 監修 - 新倉雅美
- 脚本構成 - 成橋均
- 脚本 - 鈴木良武、成橋均、おぎわらやすひろ
- 音楽 - 宮内国郎
- 演出 - 片岡忠三、山本狙
- オーディオ演出（音響監督） - 中野寛治
- 録音 - 太平スタジオ
- 原動画 - バッチリグループ
- 現像 - 東洋現像所
- 製作 - 日本テレビ、日本放送映画

### 主題歌
オープニングテーマ「とびだせ！バッチリ」
作詞 - 西田一 / 作曲・編曲 - 宮内国郎 / 歌 - 加藤みどり
エンディングテーマ「バッチリソング」
作詞 - 西田一 / 作曲・編曲 - 宮内国郎 / 歌 - 加藤みどり

### 各話リスト
| 放送日          | 話数 | サブタイトル             |
| --------------- | ---- | ------------------------ |
| 1966年 11月14日 | 1    | あゝバクダン             |
| 11月15日        | 2    | 黒猫小僧                 |
| 11月16日        | 3    | 伯父さんの発明品         |
| 11月17日        | 4    | チャボチャボ男爵         |
| 11月18日        | 5    | テレビに出たい           |
| 11月19日        | 6    | 正直者をつかまえろ       |
| 11月21日        | 7    | アンコロモチ騒動         |
| 11月22日        | 8    | あばれん坊主             |
| 11月23日        | 9    | びっくり大仏             |
| 11月24日        | 10   | 大時計どろぼう           |
| 11月25日        | 11   | ハテナ団地               |
| 11月26日        | 12   | にせものにご用心         |
| 11月28日        | 13   | 謎のぶっこわしや         |
| 11月29日        | 14   | あわてんぼベン公         |
| 11月30日        | 15   | おかしな宝もの           |
| 12月1日         | 16   | へんてこスパイ           |
| 12月2日         | 17   | ポカン殿下               |
| 12月3日         | 18   | 愛鳥じいさん             |
| 12月5日         | 19   | 豚ドロボー               |
| 12月6日         | 20   | ちびっこギャング         |
| 12月7日         | 21   | 怪盗石川十衛門           |
| 12月8日         | 22   | ピンボケ騒動             |
| 12月9日         | 23   | ナゾの白マスク           |
| 12月10日        | 24   | まあ、おかわいそうに     |
| 12月12日        | 25   | お城の石騒動             |
| 12月13日        | 26   | 現金をねらえ             |
| 12月14日        | 27   | 骨おり損                 |
| 12月15日        | 28   | バッチリ一族の完敗       |
| 12月16日        | 29   | スパイ番号009            |
| 12月17日        | 30   | はだしの王様             |
| 12月19日        | 31   | モーターボード騒動       |
| 12月20日        | 32   | 観光旅行                 |
| 12月21日        | 33   | ミスターチャック         |
| 12月22日        | 34   | つり騒動                 |
| 12月23日        | 35   | 銅像ドロボー             |
| 12月24日        | 36   | レストラン騒動           |
| 12月26日        | 37   | らくがき小僧             |
| 12月27日        | 38   | 水中作戦                 |
| 12月28日        | 39   | にゃんにゃん騒動         |
| 12月29日        | 40   | 天才スリ                 |
| 12月30日        | 41   | おくりものに気をつけろ   |
| 12月31日        | 42   | 社長の武勇伝             |
| 1967年 1月2日   | 43   | おとぼけ無人島           |
| 1月3日          | 44   | インドから来た星ドロボー |
| 1月4日          | 45   | アパッチ団をやっつけろ   |
| 1月5日          | 46   | 奇術師ガボチョン         |
| 1月6日          | 47   | 盗まれたポンコツカー     |
| 1月7日          | 48   | 有名になりたい           |
| 1月9日          | 49   | それいけポンコツ         |
| 1月10日         | 50   | 海の男                   |
| 1月11日         | 51   | 社長が盗まれた           |
| 1月12日         | 52   | 深夜の快事件             |
| 1月13日         | 53   | 大金持ちの夢             |
| 1月14日         | 54   | 大きな仕事               |
| 1月16日         | 55   | かっこいいロバ君         |
| 1月17日         | 56   | ペテン師チョロチョロ     |
| 1月18日         | 57   | おとぼけ会社             |
| 1月19日         | 58   | マンガドロボー           |
| 1月20日         | 59   | おとぼけ変装作戦         |
| 1月21日         | 60   | 蜜蜂作戦                 |
| 1月23日         | 61   | ミイラとり作戦           |
| 1月24日         | 62   | お湯のかげんはいいよ     |
| 1月25日         | 63   | おれは名大工             |
| 1月26日         | 64   | ベストセラー誕生         |
| 1月27日         | 65   | ただ食いは高いよ         |
| 1月28日         | 66   | お寺のカネがゴーン       |
| 1月30日         | 67   | チンチロ団がやってくる   |
| 1月31日         | 68   | そっくりいただき         |
| 2月1日          | 69   | 舞いこんだ招待状         |
| 2月2日          | 70   | （不明）                 |
| 2月3日          | 71   | 南洋はいい気分ね         |
| 2月4日          | 72   | 最後の柿の実を守れ       |
| 2月6日          | 73   | あけてびっくり玉手箱     |
| 2月7日          | 74   | あきれた展覧会           |
| 2月8日          | 75   | 光った頭を集める         |
| 2月9日          | 76   | 危うしポンコツカー       |
| 2月10日         | 77   | 地上最低のレース         |
| 2月11日         | 78   | ちいさなちいさな話       |
| 2月13日         | 79   | おとぼけ二丁拳銃         |
| 2月14日         | 80   | 街のゴミをやっつけろ     |
| 2月15日         | 81   | けむいけむい             |
| 2月16日         | 82   | インチキボディービル     |
| 2月17日         | 83   | シャボン玉でカンパイ     |
| 2月18日         | 84   | （不明）                 |
| 2月20日         | 85   | とんだSOS                |
| 2月21日         | 86   | トンカチ団の奇襲         |
| 2月22日         | 87   | モンキー騒動             |
| 2月23日         | 88   | 雨雨ふれふれ             |
| 2月24日         | 89   | 高いピアノ               |
| 2月25日         | 90   | 怪獣パゲラを倒せ         |
| 2月27日         | 91   | 西部の決闘               |
| 2月28日         | 92   | 片目の魔法使い           |
| 3月1日          | 93   | もうけっこう             |
| 3月2日          | 94   | おもちゃ騒動             |
| 3月3日          | 95   | おとぼけ銃対ハッスル銃   |
| 3月4日          | 96   | ハワイの鮫               |
| 3月6日          | 97   | ドクロ団をやっつけろ     |
| 3月7日          | 98   | ドロドロドロ団           |
| 3月8日          | 99   | ねずみ騒動               |
| 3月9日          | 100  | こうもり団を逃すな       |
| 3月10日         | 101  | ウルトラ作戦             |
| 3月11日         | 102  | パリから来た殺し屋       |
| 3月13日         | 103  | 黒い無人車               |
| 3月14日         | 104  | 怪獣ガムラー             |
| 3月15日         | 105  | 謎のジェット機           |
| 3月16日         | 106  | 怪盗スモーク             |
| 3月17日         | 107  | ドレイン船の戦い         |
| 3月18日         | 108  | ダイヤ団との対決         |
| 3月20日         | 109  | サーカス団事件           |
| 3月21日         | 110  | 社長の大発明             |
| 3月22日         | 111  | アジャマーをつかまえろ   |
| 3月23日         | 112  | 怪盗キザラー             |
| 3月24日         | 113  | 俺たちゃクジラの住人     |
| 3月25日         | 114  | ゆうれい島の魔女         |
| 3月27日         | 115  | ゴンゴロ山の対決         |
| 3月28日         | 116  | スカタン山伏             |
| 3月29日         | 117  | 謎のドラキュラ事件       |
| 3月30日         | 118  | 怪盗ジレン魔             |
| 3月31日         | 119  | 怪人バリカーン           |
| 4月1日          | 120  | 3時に最後のベルがねる    |
| 4月3日          | 121  | 凸凹列車ギャング         |
| 4月4日          | 122  | チンタラ発明王           |
| 4月5日          | 123  | Wチャンスを追え          |
| 4月6日          | 124  | 金庫破りをつかまえろ     |
| 4月7日          | 125  | おれの商売じゃますんな   |
| 4月8日          | 126  | ダンマリ小僧に最敬礼     |
| 4月10日         | 127  | ニコニコマン             |
| 4月11日         | 128  | あやしい音楽会           |
| 4月12日         | 129  | ピラミッド野郎           |
| 4月13日         | 130  | 怪盗ホームスの冒険       |
| 4月14日         | 131  | 怪盗ターベル             |
| 4月15日         | 132  | 快等バクダン男           |